# Mons
Mons (in vallone Mont, in piccardo Mon, in olandese Bergen) è un comune belga di 92 008 abitanti, capoluogo della provincia vallona dell'Hainaut.
Mons è situata a circa 70 km a sud-ovest della capitale Bruxelles, 240 km a nord-est di Parigi e 75 km ad est di Lilla.

## Infrastrutture e trasporti

### Strade
La città è un importante crocevia di assi autostradali come la E19 (Amsterdam-Anversa-Bruxelles-Parigi) e la E42 (Lilla-Charleroi-Liegi-Francoforte sul Meno). 

## Società

### Istituzioni, enti e associazioni
Dal 1967 è sede del Supreme Headquarters Allied Powers Europe, il quartier generale militare della NATO.

## Geografia fisica

### Territorio

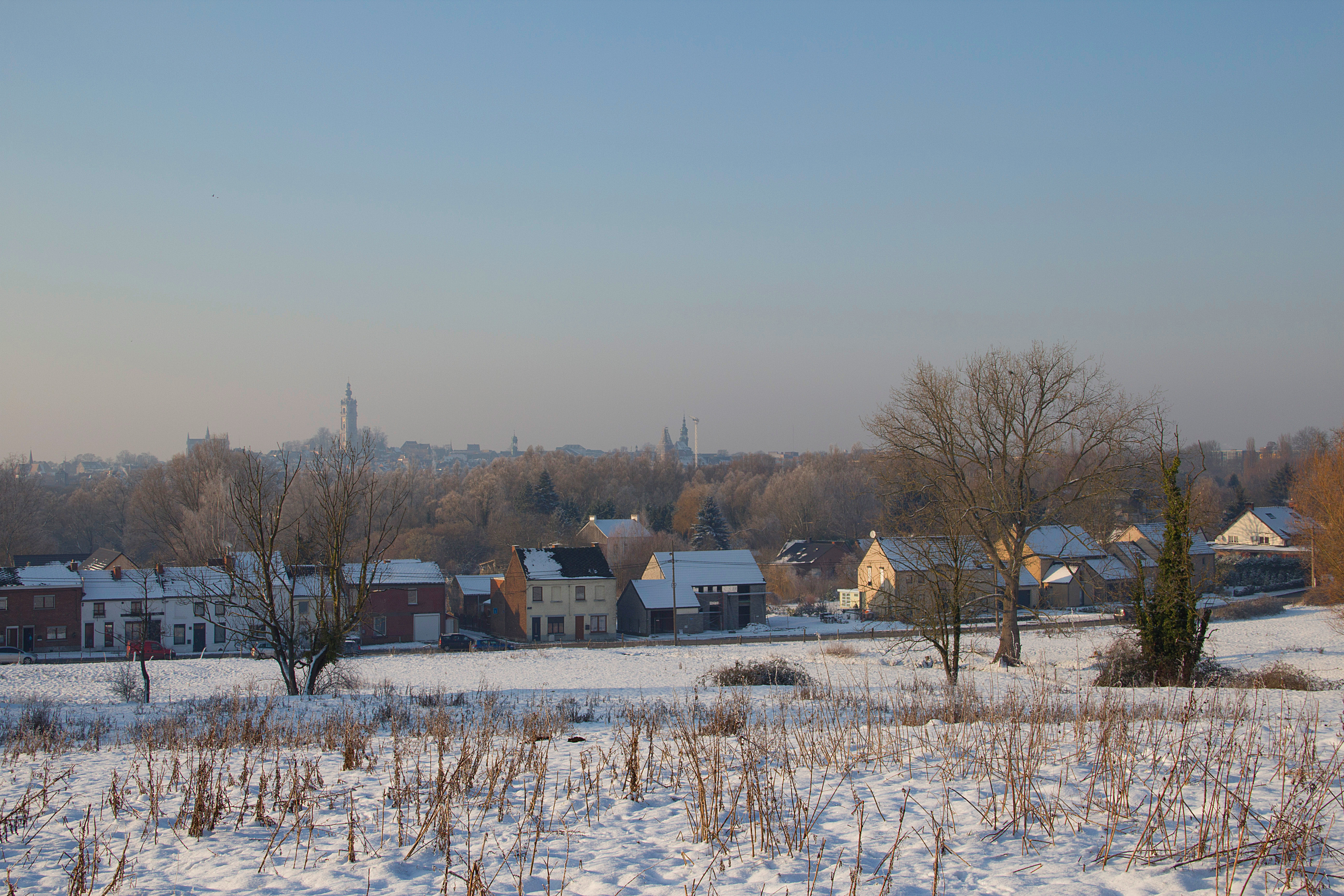
Panorama invernale della periferia di Mons.

La città sorge su una ripida collina. 

## Storia
Mons ha origini antiche (sorta intorno ad una celebre abbazia femminile divenuta poi la Collegiata di Santa Valdetrude, un ente ecclesiastico riservato alle canonichesse nobili) ma è famosa in particolare per le vicende associate alla prima e alla seconda guerra mondiale.
Mons fu teatro dell'omonimo scontro che vide contrapporsi gli inglesi della BEF alle forze tedesche nell'ambito della cosiddetta battaglia delle Frontiere, durante la prima guerra mondiale. Lo scontro vide vittoriose le truppe tedesche, anche se pagarono un altissimo prezzo umano. Dopo la battaglia, gli inglesi furono costretti a ritirarsi insieme ai francesi. La ritirata, conosciuta poi come Grande ritirata ebbe fine solo tre settimane dopo sulla Marna.

## Monumenti e luoghi d'interesse

### Architetture civili
- Grand Place: è una piazza attorno alla quale si concentra la vita sociale di Mons. È la tradizionale sede del mercato. È tutta cinta da edifici del XV-XVIII secolo e vi si trovano cafè all'aperto.
- Hotel de Ville: è un imponente edificio gotico del XV secolo che si affaccia sulla Grand Place.
- Singe du Grande Garde: è una statua in ghisa che rappresenta una scimmia seduta sul muro esterno vicino all'entrata principale dell'Hotel de Ville. Si dice che porti fortuna a chi le accarezza la testa con la mano sinistra.
- Beffroi: è l'unico in stile barocco di tutto il Belgio, patrimonio mondiale dell'UNESCO. È una torre seicentesca in gres e pietra azzurra con un carillon di 49 campane e un'altezza di 87 metri.

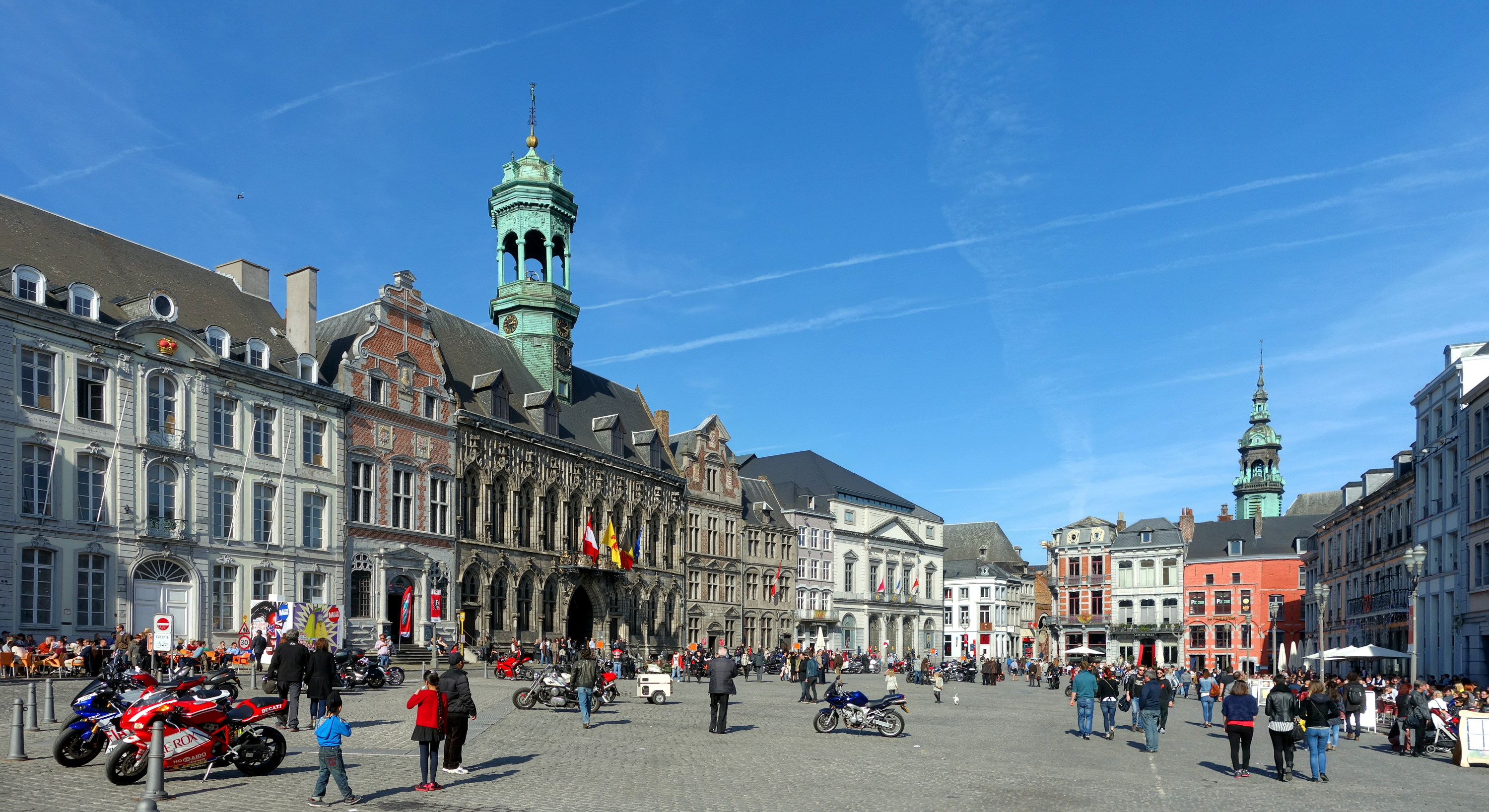
Veduta della Grand-Place con il Municipio e la torre di Sant'Elisabetta

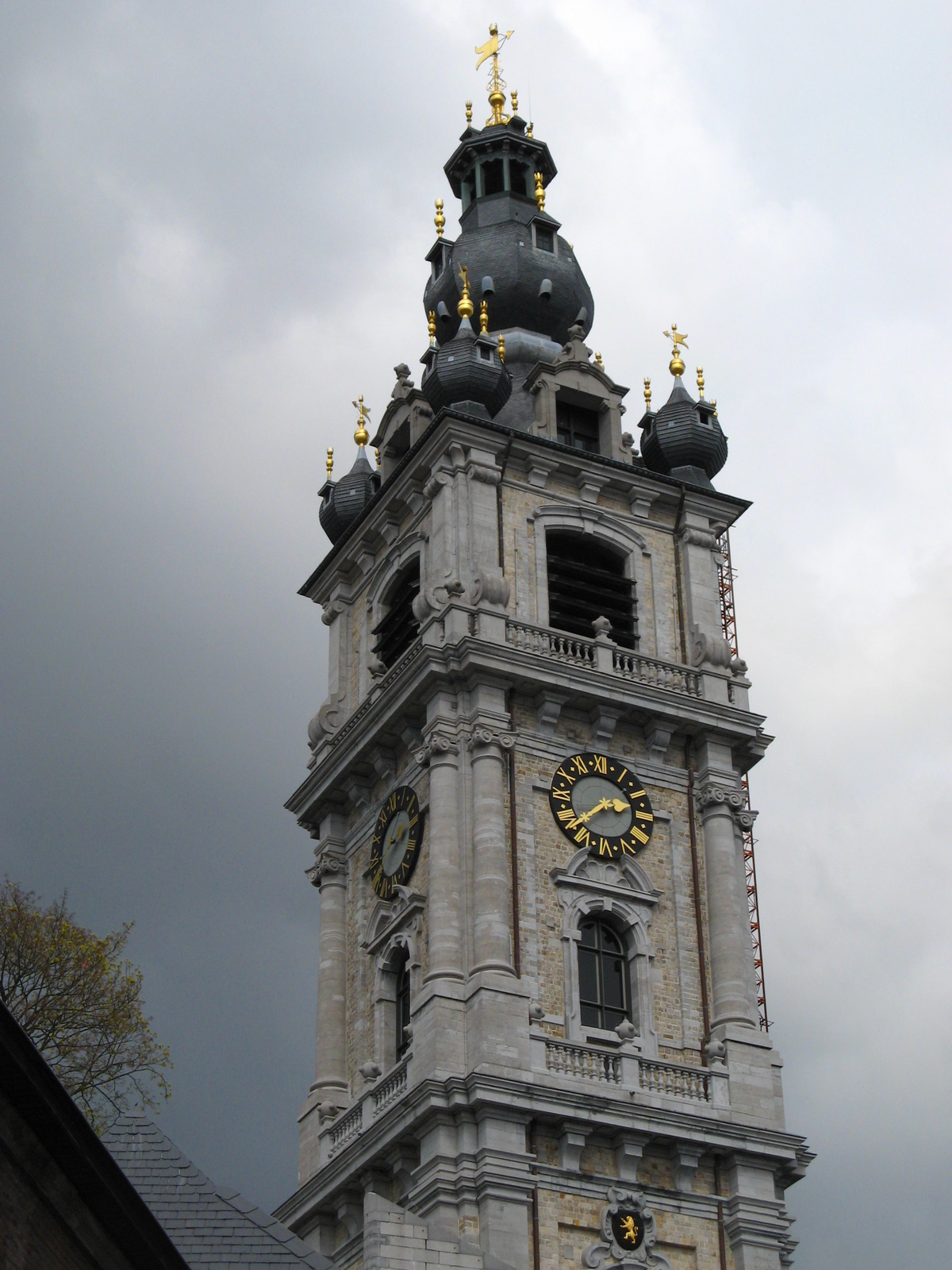
Il Beffroi

- Municipio di Mons: è un altro grande monumento cittadino disegnato da Matthijs de Layens in stile gotico brabantino e costruito su edifici precedenti dal 1459.
- Castello dei Conti di Hainaut: fu la residenza dei Conti di Hainaut dal IX al XV secolo. In seguito abbandonato, oggi conserva la parte delle mura, la cappella di San Callisto, la Conciergerie e il Beffroi.

### Architetture religiose
- Chiesa di sant'Elisabetta: è un grande edificio tardo-gotico del XVI secolo, fortemente modificata in epoca barocca.
- Collegiata di Santa Valdetrude: rappresenta il maggior monumento storico-artistico della città ed è uno dei capolavori del gotico brabantino. Iniziata nel 1450 su progetto di Matthijs de Layens, i lavori proseguirono fino al 1621 lasciandola incompleta della torre che doveva ergersi sulla facciata per ben 190 metri d'altezza. Nonostante il suo lungo periodo di costruzione, presenta una notevole unità stilistica. Si trova a sud-ovest della Grand Place tra vie medievali.

## Cultura
Mons è stata scelta come capitale europea della cultura per il 2015 insieme a Plzeň.

### Musei
- Musée de la Guerre: è incentrato sul ruolo di Mons nelle due guerre mondiali
- Musée du Vieux Nimy: ha una bella collezione di porcellane di Delft.
- Musée François Duesberg: esposizione di orologi, pendoli, ceramiche, vasi, lampadari, camei e tanti oggetti preziosi, ricercati, desiderati, donati, collezionati e ispirati alla vita di Napoleone Buonaparte.

### Eventi
Particolarità della cittadina, è la Doudou o Ducasse, la festa della patrona della città, in occasione della quale si trasporta il Car d'Or con l'urna di Sainte-Waudru.

## Sport

### Calcio
La squadra principale della città è il Royal Albert-Elizabeth Club de Mons.

## Geografia antropica

### Suddivisioni amministrative

#### Cuesmes

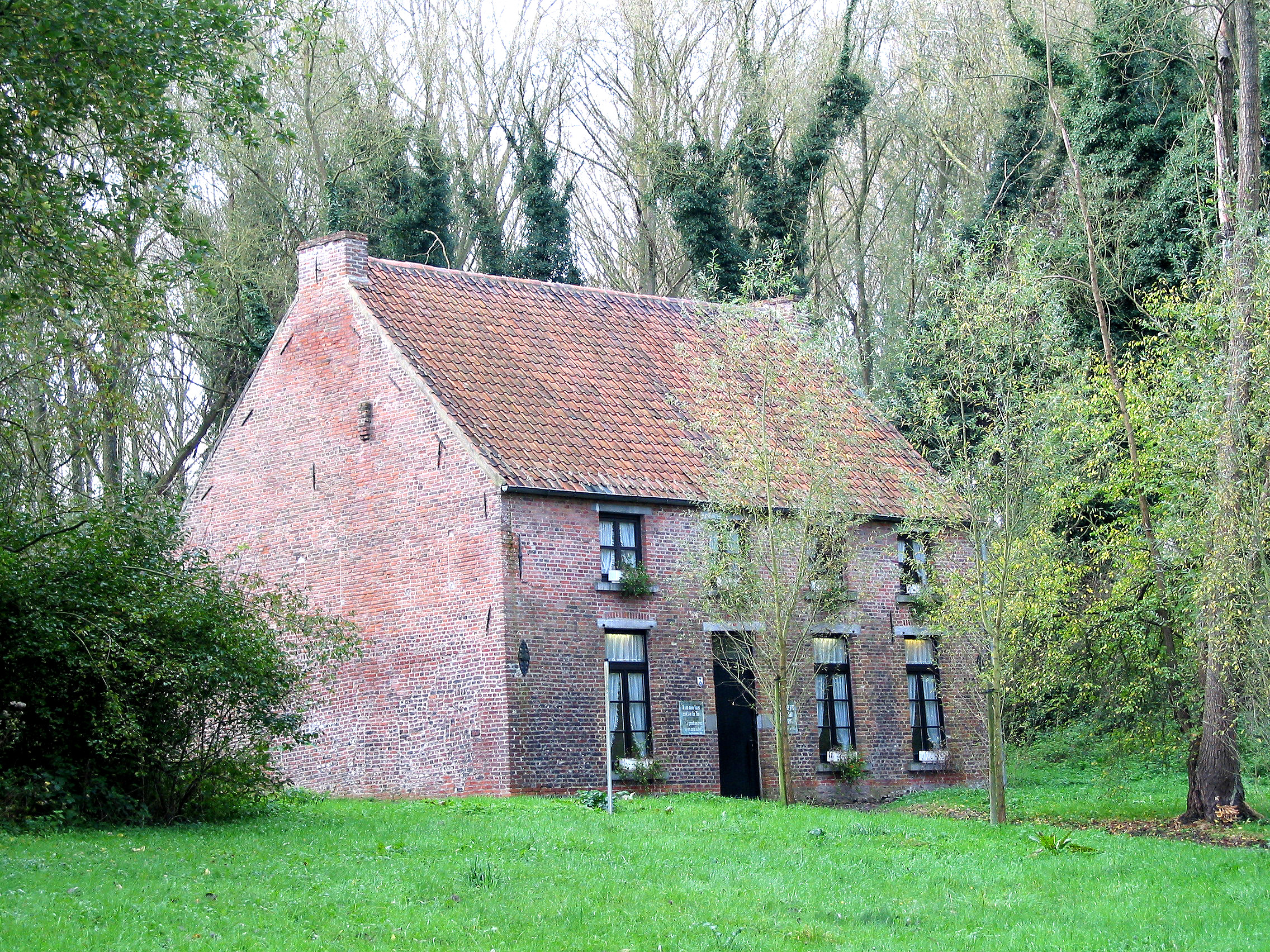
La casa di Vincent van Gogh

Cuesmes è una frazione di Mons, una volta comune autonomo. Vi ha abitato Vincent van Gogh. 
Nei pressi di Cuesmes nel 1792 l'Armata del Nord affrontò gli austriaci nella battaglia di Jemappes.